# 華皎
華皎（？—？），晉陵暨陽人，南梁、南陳、後梁及北周政治人物。

## 生平

### 南梁年间
華皎世代為小官，南梁時期任職比部令史；侯景之亂期間跟隨侯景的軍師王偉。陳武帝陳霸先攻打侯景，而陳蒨（即後來的陳文帝）被侯景囚禁，華皎待他很好；之後侯景被平，陳蒨擔任吳興太守，委任他為都錄事，府署衣食都交給他負責。華皎聰明，勤於文書，陳蒨平定杜龕後仍然給他人馬，繼續擔任都錄事；他也能好好治理和教養部下，當時適逢戰事完畢，百姓都陷入饑荒，華皎關懷他們，分配好糧食，於是擢升為暨陽及山陰二縣縣令。

### 南陈年间

#### 陈文帝年间
陳蒨繼位為陳文帝後，華皎除授開遠將軍、左軍將軍；到天嘉元年（560年）受封懷仁縣伯，食邑四百戶。
王琳東下攻打南陳，華皎隨同侯瑱防守。到王琳敗亡，他鎮守湓城、知江州。當時南州地方长官多由地方豪強出任，不遵守朝廷法令，陳文帝下令華皎用刑法治理；王琳麾下的將領都歸附他。天嘉三年（562年），除授假節、通直散騎常侍、仁武將軍、新州刺史，資監江州，不久陳文帝下詔命他監管尋陽、太原、高唐、南新蔡、北新蔡五郡軍事、任尋陽太守，其他依舊任職。周迪割據謀反，派遣侄子匿藏在船中，冒稱商人進入湓城打算偷襲，但被華皎發現，派人反擊，取得周迪的船隻；同年，他跟隨都督吳明徹討伐周迪，周迪被剿滅後以軍功授散騎常侍、平南將軍、臨川太守，進爵為懷仁縣開國侯，增封到五百戶，後再授使持節、湘巴等四州都督、湘州刺史。
華皎自小官起家，善於經營產業，湘川多產糧運、竹木，都上交朝廷；而脯菜、油蜜亦有營辦。他又經營礦業，製造銅鼓、生口送到京師建康。

#### 陈废帝年间
陳廢帝陳伯宗即位，華皎進號安南將軍，改封重安縣侯，食邑一千五百戶。陳文帝時期，以湘州出產杉木舟，命華皎興建大艦金翅等二百多艘戰船和水戰工具以攻入漢水峽谷。

### 叛陈投梁
韓子高被誣陷謀處死後，華皎感到不安，決定整治武器、聚集群眾；司徒、安成王陳頊（即後來的陳宣帝）催促他交收戰船，他都藉詞推卻。光大元年（567年），華皎秘密啟奏到廣州，陳頊假裝許可，但詔書未送出他已引北周軍隊入陳國，並和巴州刺史戴僧朔投奔後梁，士氣旺盛；又留下兒子華玄響在後梁，請求梁明帝蕭巋攻打南陳。陳廢帝下诏委任吳明徹為湘州刺史，率領三萬士兵到郢州，實際打算偷襲後梁軍隊；而撫軍大將軍淳量、冠武將軍楊文通、巴山太守黃法慧分散掩飾偷襲；周武帝宇文邕命衛公宇文直監督荊州總管權景宣、大將軍元定參戰；梁明帝則派遣柱國王操帶領二萬水軍在巴陵會合華皎。
當年，梁明帝授華皎司空，巴州刺史戴僧朔、衡陽內史任蠻奴、巴陵內史潘智虔、岳陽太守章昭裕、桂陽太守曹宣和湘東太守錢明都是他的部下。陳廢帝下詔派司空徐度和楊文通自安成到湘東偷襲華皎，當時華皎的戰場在巴州白螺，和南陳海軍相持不下。當徐度趨向湘州，華皎率兵從巴州、郢州順風作戰。淳于量和吳明徹招募軍中小艦，賞賜金銀，叫他們先抵擋後梁艦隻，先受拍彈；不久後梁艦隻彈藥用盡，南陳軍隊即時反攻，後梁軍船全部沉沒。後梁士兵又用大船裝滿柴，乘風放火，但風勢轉向令火燒回自己，於是後梁大敗，華皎和戴僧朔不敢入巴陵，奔向江陵。
華皎一行隨同麾下百多人到達江陵，梁明帝再授他司空，封江夏郡公。至天保十年（571年），他到长安朝覲周武帝，到襄陽時向衛公宇文直說：「梁主失去江南，民少國貧。朝廷既然分封梁朝後裔，應該給養梁國，好像齊桓公救衛國、楚莊王復陳國一樣。希望周朝借來數州補助梁國。」宇文直十分同意，就派使節上呈周武帝；周武帝准許，以基州、平州、鄀州讓給後梁，往後史書便失去他的蹤影。

## 引用
1. ↑  《陳書·卷20·列傳第十四》：華皎，晉陵暨陽人。
2. ↑  《陳書·卷20·列傳第十四》：世為小吏。皎，梁代為尚書比部令史。侯景之亂，事景黨王偉。
3. ↑  《陳書·卷20·列傳第十四》：高祖南下，文帝為景所囚，皎遇文帝甚厚。景平，文帝為吳興太守，以皎為都錄事，軍府穀帛，多以委之。
4. ↑  《陳書·卷20·列傳第十四》：皎聰慧，勤於簿領。及文帝平杜龕，仍配以人馬甲仗，猶為都錄事。御下分明，善於撫養。時兵荒之後，百姓饑饉，皎解衣推食，多少必均，因稍擢為暨陽、山陰二縣令。
5. ↑  《陳書·卷20·列傳第十四》：文帝即位，除開遠將軍，左軍將軍。天嘉元年，封懷仁縣伯，邑四百戶。
6. ↑  《陳書·卷20·列傳第十四》：王琳東下，皎隨侯瑱拒之。琳平，鎮湓城，知江州事。時南州守宰多鄉里酋豪，不遵朝憲，文帝令皎以法馭之。王琳奔散，將卒多附於皎。
7. ↑  《陳書·卷20·列傳第十四》：三年，除假節、通直散騎常侍、仁武將軍、新州刺史，資監江州。尋詔督尋陽太原高唐南北新蔡五郡諸軍事、尋陽太守，假節、將軍、州資、監如故。
8. ↑  《陳書·卷20·列傳第十四》：周迪謀反，遣其兄子伏甲於船中，偽稱賈人，欲於湓城襲皎。未發，事覺，皎遣人逆擊之，盡獲其船仗。其年，皎隨都督吳明徹征迪，迪平，以功授散騎常侍、平南將軍、臨川太守，進爵為侯，增封并前五百戶。未拜，入朝，仍授使持節、都督湘巴等四州諸軍事、湘州刺史，常侍、將軍如故。
9. ↑  《陳書·卷20·列傳第十四》：皎起自下吏，善營產業，湘川地多所出，所得並入朝廷，糧運竹木，委輸甚眾；至于油蜜脯菜之屬，莫不營辦。又征伐川洞，多致銅鼓、生口，並送于京師。廢帝即位，進號安南將軍，改封重安縣侯，食邑一千五百戶。
10. ↑  《陳書·卷20·列傳第十四》：文帝以湘州出杉木舟，使皎營造大艦金翅等二百餘艘，并諸水戰之具，欲以入漢及峽。
11. ↑  《陳書·卷20·列傳第十四》：韓子高誅後，皎內不自安，繕甲聚徒，厚禮所部守宰。高宗頻命皎送大艦金翅等，推遷不至。
12. ↑  《陳書·卷20·列傳第十四》：光大元年，密啟求廣州，以觀時主意，高宗偽許之，而詔書未出。皎亦遣使句引周兵，又崇奉蕭巋為主，士馬甚盛。
13. ↑  《周書·卷48·列傳第四十》：（西梁天保）五年，陳湘州刺史華皎、巴州刺史戴僧朔竝來附。皎送其子玄響為質於巋，乃請兵伐陳
14. ↑  《陳書·卷20·列傳第十四》：詔乃以吳明徹為湘州刺史，實欲以輕兵襲之。是時慮皎先發，乃前遣明徹率眾三萬，乘金翅直趨郢州，又遣撫軍大將軍淳于量率眾五萬，乘大艦以繼之，又令假節、冠武將軍楊文通別從安城步道出茶陵，又令巴山太守黃法慧別從宜陽出澧陵，往掩襲，出其不意，并與江州刺史章昭達、郢州刺史程靈洗等參謀討賊。
15. ↑  《周書·卷48·列傳第四十》：高祖詔衛公直督荊州總管權景宣、大將軍元定等赴之。巋亦遣其柱國王操率水軍二萬，會皎於巴陵。
16. ↑  《陳書·卷20·列傳第十四》：是時……蕭巋授皎司空，巴州刺史戴僧朔，衡陽內史任蠻奴，巴陵內史潘智虔，岳陽太守章昭裕，桂陽太守曹宣，湘東太守錢明，並隸於皎。
17. ↑  《陳書·卷20·列傳第十四》：先是，詔又遣司空徐度與楊文通等自安成步出湘東，以襲皎後。時皎陣于巴州之白螺，列舟艦與王師相持未決。及聞徐度趨湘州，乃率兵自巴、郢因便風下戰。
18. ↑  《陳書·卷20·列傳第十四》：淳于量、吳明徹等募軍中小艦，多賞金銀，令先出當賊大艦，受其拍。賊艦發拍皆盡，然後官軍以大艦拍之，賊艦皆碎，沒于中流。賊又以大艦載薪，因風放火，俄而風轉自焚，賊軍大敗。皎乃與戴僧朔單舸走，過巴陵，不敢登城，徑奔江陵。
19. ↑  《周書·卷48·列傳第四十》：初，華皎、戴僧朔從衛公直與陳人戰敗，率其麾下數百人歸於巋。巋以皎為司空，封江夏郡公。以僧朔為車騎將軍，封吳興縣侯。巋之十年，皎來朝。至襄陽，請衛公直曰：「梁主既失江南諸郡，民少國貧。朝廷興亡繼絕，理宜資贍，豈使齊桓、楚莊獨擅救衛復陳之美。望借數州，以裨梁國。」直然之，乃遣使言狀高祖。高祖許之，詔以基、平、鄀三州歸之於巋。

## 延伸阅读
[在维基数据编辑]
 《陳書·卷20》，出自姚思廉《陳書》
 《南史/卷68》，出自李延壽《南史》